# ISEQ Overall Index
| ISEQ Overall Index | ISEQ Overall Index |
| ------------------ | ------------------ |
| Logo               |                    |
| Stammdaten         |                    |
| Staat              | Irland             |
| Börse              | Euronext Dublin    |
| ISIN               | IE0001477250       |
| WKN                | 965691             |
| Symbol             | IEOI               |
| RIC                | ^ISEQ              |
| Bloomberg-Code     | ISEQ <INDEX>       |
| Kategorie          | Aktienindex        |
| Typ                | Kursindex          |

Der ISEQ Overall Index (Irish Stock Exchange Overall Index) ist der wichtigste irische Aktienindex. Er ist eine Kennziffer, die über Entwicklung und Stand der irischen Aktienkurse der 46 größten und umsatzstärksten Unternehmen an der Euronext Dublin Auskunft gibt. Der ISEQ Overall Index ist der Leitindex für den irischen Aktienmarkt.

## Berechnung
Der ISEQ Overall Index ist ein Kursindex, in dem die 49 größten und umsatzstärksten von insgesamt 58 Aktiengesellschaften der Euronext Dublin gelistet sind. Die Marktkapitalisierung der Unternehmen im ISEQ Overall Index beläuft sich auf 99 Prozent des irischen Aktienmarktes. Um in den Index aufgenommen zu werden, muss das Unternehmen finanziell handlungsfähig sein, eine hohe Liquidität aufweisen und auf der Börse in Dublin gehandelt werden.
Der Indexstand wird ausschließlich auf Grund der Aktienkurse ermittelt und nur um Erträge aus Bezugsrechten und Sonderzahlungen bereinigt. Gewichtet werden die Gesellschaften nach der Streubesitz-adjustierten Marktkapitalisierung. Kapitalmaßnahmen wie Aktiensplits haben keinen (verzerrenden) Einfluss auf den Index. Die Berechnung wird während der ISE-Handelszeit von 9:00 Uhr bis 17:30 Uhr MEZ alle 15 Sekunden aktualisiert. Ein weiterer Index der Dubliner Börse ist der ISEQ 20, in dem die 20 größten und umsatzstärksten Unternehmen des Landes gelistet sind. Er bildet seit 2004 das Marktsegment der irischen Standardwerte ab.

## Geschichte

### 20. Jahrhundert

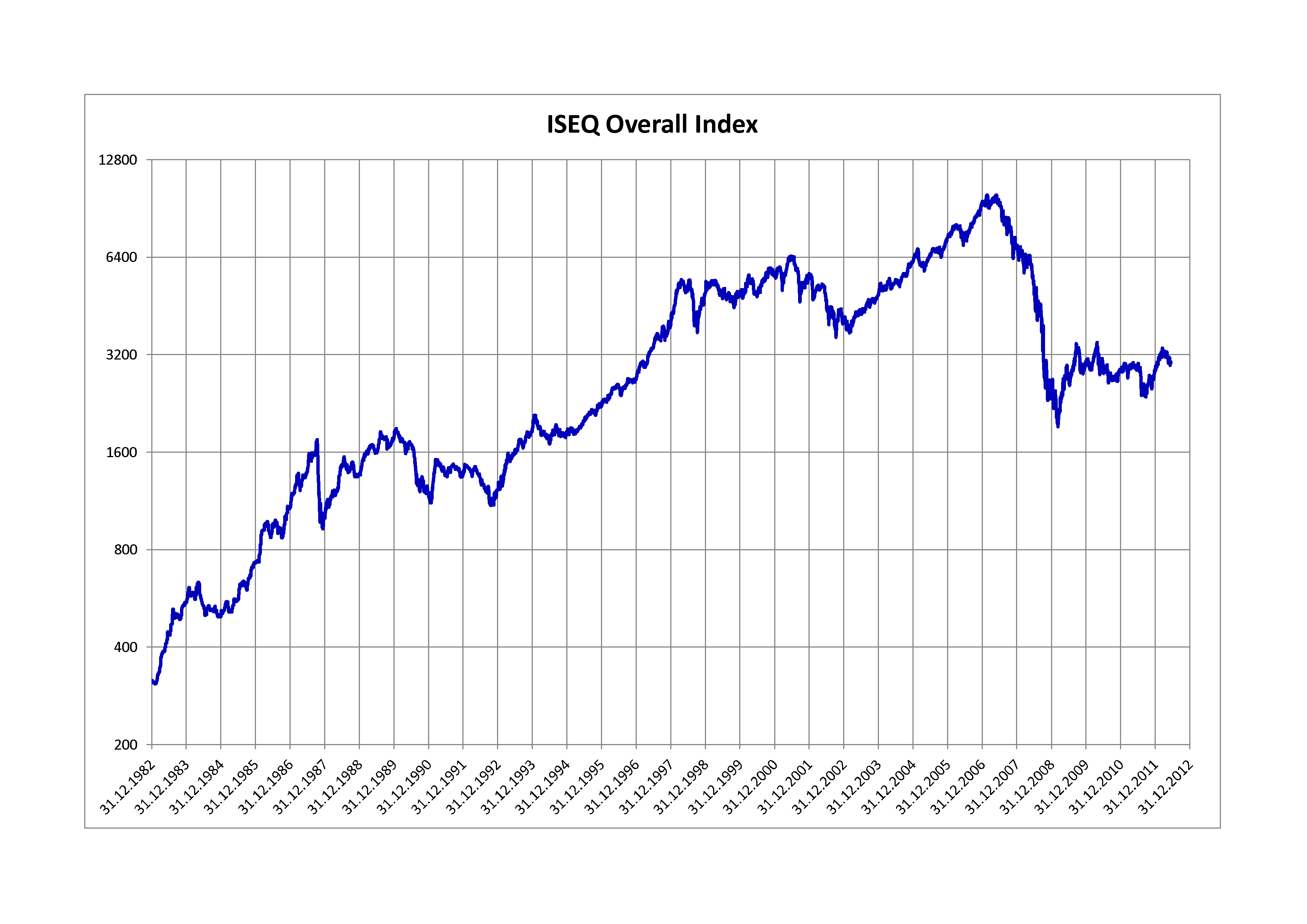
ISEQ Overall Index 1982–2012

Der Index startete am 4. Januar 1988 mit einem Basiswert von 1.000 Punkten. Die Rückrechnung erfolgte bis zum 30. Dezember 1982 auf einen Schlussstand von 316,68 Punkten. In den 1980er Jahren stieg der irische Leitindex stark an. Am 22. Januar 1990 beendete er den Handel bei 1.893,10 Punkten.
Im Verlauf der Rezession Anfang der 1990er Jahre sank der ISEQ Overall Index bis zum 25. Januar 1991 auf einen Schlussstand von 1.114,86 Punkten. Das entspricht seit Januar 1990 einem Verlust von 41,1 Prozent. Nach einem Anstieg bis zum 15. März 1991 bis auf 1.520,65 Punkte fiel das Börsenbarometer in den folgenden 17 Monaten um 28,0 Prozent. Am 19. Oktober 1992 beendete der ISEQ Overall Index den Handel bei 1.094,88 Punkten.
In den folgenden Jahren erzielte der Index zahlreiche Rekorde. Am 2. März 1998 schloss er mit 5.062,90 Punkten erstmals über der Grenze von 5.000 Punkten
Am 21. April 1998 schloss der irische Leitindex bei 5.471,61 Punkten. Der Gewinn seit Oktober 1992 beträgt 399,7 Prozent.
Am 3. Mai 1998 fällte der Rat der Europäischen Union die Entscheidung über die ersten Teilnehmerstaaten zum Euro. Irland erfüllte zu diesem Zeitpunkt die EU-Konvergenzkriterien und wurde am 1. Januar 2001 in die Europäische Wirtschafts- und Währungsunion aufgenommen. Es konnte wie die übrigen Staaten ab Januar 2002 die ersten Euromünzen und -scheine ausgeben.
Im Jahr 1998 kam es in Teilen der Welt zu Finanz-, Währungs- und Wirtschaftskrisen (Asienkrise, Brasilienkrise, Russlandkrise). In der Folge sank der Index bis zum 7. September 1998 um 28,3 Prozent auf einen Schlussstand von 3.924,39 Punkten. Das Börsenbarometer erholte sich schnell von dem Absturz.

### 21. Jahrhundert
Am 22. Juni 2001 beendete der irische Leitindex den Handel bei 6.457,69 Punkten. Der Gewinn seit September 1998 beträgt 64,6 Prozent. Nach dem Platzen der Spekulationsblase im Technologiesektor (Dotcom-Blase) fiel der Index bis zum 9. Oktober 2002 um 43,9 Prozent auf einen Tiefststand von 3.620,04 Punkten. Das Datum bedeutet das Ende der Talfahrt. Ab dem Herbst 2002 begann der ISEQ Overall Index wieder zu steigen. Am 20. Februar 2007 markierte er mit einem Schlussstand von 9.981,08 Punkten ein Allzeithoch. Der Zuwachs seit Oktober 2002 liegt bei 175,7 Prozent.
Im Verlauf der internationalen Finanzkrise, die im Sommer 2007 in der US-Immobilienkrise ihren Ursprung hatte, verlor der Index an Wert. Am 2. Juli 2008 schloss er mit 4.890,30 Punkten unter der 5.000-Punkte-Marke. Einen Tiefststand erzielte der Aktienindex am 9. März 2009, als er den Handel bei 1.916,38 Punkten beendete. Seit dem 20. Februar 2007 entspricht das einem Rückgang um 80,8 Prozent. Es ist der größte Sturz in der Geschichte des Index. Der 9. März 2009 markiert den Wendepunkt der Talfahrt. Ab dem Frühjahr 2009 war das Börsenbarometer wieder auf dem Weg nach oben. Bis zum 26. April 2010 stieg es um 82,5 Prozent auf einen Schlussstand von 3.497,17 Punkten.
Die Eurokrise ab 2010 und die Abschwächung der globalen Konjunktur ab 2011 führten zu einem Kurseinbruch des irischen Leitindex. Am 22. September 2011 beendete der ISEQ Overall Index den Handel bei 2.366,13 Punkten. Der Verlust seit dem Höchststand am 26. April 2010 beträgt 32,3 Prozent. Die Ankündigung neuer Anleihekaufprogramme der Europäischen Zentralbank und der US-Notenbank in grundsätzlich unbegrenztem Umfang führte zu einer Erholung der Kurse am Aktienmarkt. Die monetären Impulse spielten eine größere Rolle bei der Kursbildung, als die weltweite Wirtschaftsabkühlung und die Lage der Unternehmen. Am 8. Januar 2013 schloss der Index bei 3.514,33 Punkten und damit um 48,5 Prozent höher als am 22. September 2011.

### Höchststände
Die Übersicht zeigt die Allzeithöchststände des ISEQ Overall Index.
|                      | Punkte    | Datum                      |
| -------------------- | --------- | -------------------------- |
| im Handelsverlauf    | 10.364,79 | Dienstag, 22. Mai 2007     |
| auf Schlusskursbasis | 9.981,08  | Dienstag, 20. Februar 2007 |

### Meilensteine
Die Tabelle zeigt die Meilensteine des ISEQ Overall Index seit 1982.
| Erster Schlussstand über | Schlussstand in Punkten | Datum            |
| ------------------------ | ----------------------- | ---------------- |
| 500                      | 505,16                  | 4. August 1983   |
| 1.000                    | 1.013,60                | 6. November 1986 |
| 1.500                    | 1.514,16                | 10. Juli 1987    |
| 2.000                    | 2.010,22                | 7. Januar 1994   |
| 2.500                    | 2.510,26                | 19. April 1996   |
| 3.000                    | 3.002,23                | 13. Februar 1997 |
| 3.500                    | 3.514,44                | 11. Juli 1997    |
| 4.000                    | 4.009,02                | 8. Dezember 1997 |
| 4.500                    | 4.537,66                | 3. Februar 1998  |
| 5.000                    | 5.062,90                | 2. März 1998     |

| Erster Schlussstand über | Schlussstand in Punkten | Datum             |
| ------------------------ | ----------------------- | ----------------- |
| 5.500                    | 5.512,50                | 24. März 2000     |
| 6.000                    | 6.026,86                | 10. Mai 2001      |
| 6.500                    | 6.551,80                | 19. Januar 2005   |
| 7.000                    | 7.002,08                | 2. Dezember 2005  |
| 7.500                    | 7.518,61                | 9. Januar 2006    |
| 8.000                    | 8.018,22                | 20. März 2006     |
| 8.500                    | 8.527,82                | 16. Oktober 2006  |
| 9.000                    | 9.090,83                | 14. Dezember 2006 |
| 9.500                    | 9.537,77                | 2. Januar 2007    |

### Jährliche Entwicklung
Die Tabelle zeigt die jährliche Entwicklung des bis 1982 zurückgerechneten ISEQ Overall Index.
| Jahr | Schlussstand in Punkten | Veränderung in Punkten | Veränderung in % |
| ---- | ----------------------- | ---------------------- | ---------------- |
| 1982 | 316,68                  |                        |                  |
| 1983 | 553,32                  | 236,64                 | 74,73            |
| 1984 | 500,74                  | −52,58                 | −9,50            |
| 1985 | 734,14                  | 233,40                 | 46,61            |
| 1986 | 1.081,12                | 346,98                 | 47,26            |
| 1987 | 1.018,22                | −62,90                 | −5,82            |
| 1988 | 1.378,05                | 359,83                 | 35,34            |
| 1989 | 1.755,28                | 377,23                 | 27,37            |
| 1990 | 1.201,77                | −564,10                | −31,94           |
| 1991 | 1.380,23                | 178,46                 | 14,85            |
| 1992 | 1.227,35                | −152,88                | −11,08           |
| 1993 | 1.888,94                | 661,59                 | 53,90            |
| 1994 | 1.850,76                | −38,18                 | −2,02            |
| 1995 | 2.232,45                | 381,69                 | 20,62            |
| 1996 | 2.725,63                | 493,18                 | 22,09            |
| 1997 | 4.053,80                | 1.328,17               | 48,73            |
| 1998 | 4.995,82                | 942,02                 | 23,24            |
| 1999 | 5.017,54                | 21,72                  | 0,43             |
| 2000 | 5.722,53                | 704,99                 | 14,05            |
| 2001 | 5.707,00                | −15,53                 | −0,27            |
| 2002 | 3.995,03                | −1.711,97              | −30,00           |
| 2003 | 4.920,73                | 925,70                 | 23,17            |
| 2004 | 6.197,83                | 1.277,10               | 25,95            |
| 2005 | 7.363,96                | 1.166,13               | 18,82            |
| 2006 | 9.408,12                | 2.044,16               | 27,76            |
| 2007 | 6.934,35                | −2.473,77              | −26,29           |
| 2008 | 2.343,27                | −4.591,08              | −66,21           |
| 2009 | 2.974,93                | 631,66                 | 26,96            |
| 2010 | 2.885,10                | −89,83                 | −3,02            |
| 2011 | 2.901,82                | 16,72                  | 0,58             |
| 2012 | 3.396,67                | 494,85                 | 17,05            |

## Zusammensetzung
Der ISEQ Overall Index besteht aus folgenden Werten (Stand: 7. September 2018).
| Name                              | Branche                                    |
| --------------------------------- | ------------------------------------------ |
| Abbey National                    | Finanzdienstleister                        |
| Allied Irish Banks                | Banken                                     |
| Aminex                            | Öl und Gas                                 |
| Amryrt Pharma                     | Pharma                                     |
| Applegreen                        | Tankstellenbetreiber                       |
| Aryzta                            | Nahrungsmittel                             |
| Bank of Ireland                   | Banken                                     |
| C&C Group                         | Getränke / Tabak                           |
| Cairn Homes                       | Bau                                        |
| CPL Resources                     | Dienstleistungen                           |
| CRH                               | Baumaterial und -komponenten               |
| Dalata Hotel Group                | Hotellerie                                 |
| Datalex                           | Internet, Software und IT-Dienstleistungen |
| Diageo                            | Getränke                                   |
| Donegal Investment Group          | Nahrungsmittel                             |
| Draper Esprit                     | Beteiligungen                              |
| Falcon Oil & Gas                  | Öl und Gas                                 |
| FBD Holdings                      | Finanzdienstleister                        |
| First Derivatives                 | Finanzdienstleister                        |
| GAN                               | Spieleentwickler                           |
| Glanbia                           | Nahrungsmittel                             |
| Glenveagh Properties              | Immobilien                                 |
| Great Western Mining              | Rohstoffe                                  |
| Green REIT                        | Immobilien                                 |
| Greencoat Renewables              | Finanzen                                   |
| Hibernia REIT                     | Immobilien                                 |
| Hostelworld Group                 | Hotellerie                                 |
| IFG Group                         | Finanzdienstleister                        |
| Independent News & Media          | Printmedien                                |
| Irish Continental Group           | Gütertransport                             |
| Irish Residential Properties REIT | Immobilien                                 |
| Kenmare Resources                 | Rohstoffe                                  |
| Kerry Group                       | Nahrungsmittel                             |
| Kingspan Group                    | Baustoffe                                  |
| Mainstay Medical International    | Gesundheitswesen                           |
| Malin Corporation                 | Beteiligungen                              |
| Mincon Group                      | Bohrausrüstung                             |
| Origin Enterprises                | Landwirtschaft und Fischerei               |
| Ormonde Mining                    | Rohstoffe                                  |
| Ovoca Bio                         | Rohstoffe                                  |
| Paddy Power Betfair               | Versorger                                  |
| Permanent TSB Group Holdings      | Finanzdienstleistungen                     |
| Petroneft Resources               | Öl und Gas                                 |
| Providence Resources              | Umwelttechnik                              |
| Ryanair                           | Fluggesellschaften                         |
| Smurfit Kappa Group               | Verpackungsindustrie                       |
| Tesco                             | Einzelhandel                               |
| Total Produce                     | Nahrungsmittel und Getränke                |
| Tullow Oil                        | Öl und Gas                                 |
| Venn Life Sciences Holdings       | Pharma                                     |
| VR Education Holdings             | Software                                   |
| WisdomTree Issuer                 | Finanzen                                   |
| Yew Grove REIT                    | Immobilien                                 |
| Zamano                            | IT-Dienstleistungen                        |